# Club Tayronas de Santa Marta
Club Tayrona de Santa Marta es un equipo de baloncesto colombiano de la ciudad de Santa Marta, Magdalena. Participa en la Liga Colombiana de Baloncesto desde 2014. Su sede para los partidos como local es el Coliseo Edgar Vives.Su primera participación será en el segundo semestre de este año gracias al equipo Halcones de Cúcuta quien cedió su ficha por este semestre llegando a un acuerdo junto a la División Profesional de Baloncesto

## Historia
En el 2006 de la mano de Jairo Argote y Jorge Argote, ex baloncestistas colombianos en Santa Marta, rápidamente fue participando en torneo de categoría abierta y campeonatos locales. El club Halcones de Cúcuta cedió su ficha al club "Samario" para participar en el segundo semestre del 2014 de la Liga DirecTV debido a que el Coliseo Toto Hernández se encuentra en remodelación.
El club Tayronas será el primer equipo del Magdalena en representar al departamento en el Baloncesto Profesional Colombiano y se sumará un equipo más a la Costa Atlántica junto a Caribbean Heat.

## Participaciones en la Liga Colombiana
- Liga Colombiana de Baloncesto: Primera temporada (2014-II)